# Heteropogon hermanni
Heteropogon hermanni är en tvåvingeart som först beskrevs av Engel 1930.  Heteropogon hermanni ingår i släktet Heteropogon och familjen rovflugor. Inga underarter finns listade i Catalogue of Life.